# جوزيف آر غاناسكولي
جوزيف آر غاناسكولي (بالإنجليزية: Joseph R. Gannascoli)‏ مواليد 15 فبراير 1959 في بروكلين، نيويورك، الولايات المتحدة، هو ممثل أمريكي بدأ مسيرته الفنية سنة 1991.

## الأعمال
- آل سوبرانو
- رجال ذو بزات سوداء 3

## روابط خارجية
- جوزيف آر غاناسكولي على موقع IMDb (الإنجليزية)
- جوزيف آر غاناسكولي على موقع ألو سيني (الفرنسية)
- جوزيف آر غاناسكولي على موقع أول موفي (الإنجليزية)
- جوزيف آر غاناسكولي على موقع قاعدة بيانات الأفلام السويدية (السويدية)
- جوزيف آر غاناسكولي على موقع إن إن دي بي (الإنجليزية)
- جوزيف آر غاناسكولي على موقع قاعدة بيانات الفيلم (الإنجليزية)
- جوزيف آر غاناسكولي على موقع كينوبويسك (الروسية)